# Nicolino Milano
Nicolino Milano (Lorena, 25 de junho de 1876 — Rio de Janeiro, 1 de outubro de 1962) foi um instrumentista, compositor e professor brasileiro de ascendência italiana. Autor das músicas dos hinos de Pernambuco  e do Pará.

## Músico
Violinista , compositor, e regente.
Algumas das funções exercidas:
- Professor de Prática Orquestral do Instituto Nacional de Música;[2]
- Maestro da peça A Capital Federal, no Rio de Janeiro;[7]
- Viveu parte de sua vida em Portugal, onde, prestigiado pelo rei D. Carlos, recebeu dele um violino e foi nomeado instrumentista da Real Câmara[1][2].

### Hinos estaduais
Autor das músicas dos hinos estaduais:
- Hino de Pernambuco [nota 1]
- Hino do Pará
- Antigo hino do Rio Grande do Norte[9]

### Hino municipal
Autor do hino municipal:
- Hino de Manaus [10]

## Obras
Além das músicas dos hinos de Pernambuco e do Pará, é autor de algumas composições populares, entre elas:
- Abacaxi
- Elegante
- Fado Liró[2]
- Maxixe da Guarda Velha[1]
- Maxixe do Café[11]